# Philippe-Charles-Aimé Goupilleau
Pour les articles homonymes, voir Goupilleau et Montaigu.
Philippe-Charles-Aimé Goupilleau, dit Goupilleau de Montaigu, né à Montaigu le 19 novembre 1749, mort à Montaigu le 1er juillet 1823, est un homme politique français. Il est le cousin germain de Jean-François Goupilleau, dit « Goupilleau de Fontenay ».

## Biographie
Philippe-Charles-Aimé Goupilleau est le fils aîné d'une famille de quatre enfants. Son père, Philippe-Aimé-Alexis Goupilleau (1719-29 octobre 1781), fils de Jean Goupilleau et de Marie-Louise Ordonneau, notaire royal (1746-1776) et officier contrôleur des Actes du domaine royal sous la tutelle de la Ferme générale, propriétaire foncier important grâce à la dot de son épouse. Le 10 septembre 1748, il a épousé Jeanne-Gabrielle Guitter, fille de Jean Guitter et de Marie-Louise Berriau, originaire d'Apremont.
Philippe-Aimé-Alexis Goupilleau adjoint à ses fonctions de notaire celles de procureur fiscal du marquisat de Montaigu. Philippe-Charles-Aimé a un frère cadet, Jean-Victor, né le 3 avril 1751, et deux sœurs, Jeanne-Aimée, née en 1752 et morte en bas âge, et Madeleine-Jeanne-Angélique, dite Jeannette, née le 21 janvier 1755, mariée à Montaigu, le 22 juillet 1783, à Jean-Baptiste Dugast, oncle de Dugast-Matifeux (cf. fonds d'archives, médiathèque de Nantes). La famille est originaire de Saint-Étienne-du-Bois et de ses environs. Il fait des études de droit à Poitiers, y devient avocat, avant de s'installer à Paris en 1775 ; il y plaide sous le nom de « Goupilleau de Villeneuve », du nom d'une métairie noble (située près du château de la Chabotterie en Saint-Sulpice-le-Verdon) apportée par sa mère.
La protection de Jacques Gabriel Louis Leclerc, marquis de Juigné et de Montaigu, syndic général des Marches communes de Poitou et de Bretagne, lui vaut l'office de sénéchal-juge de la seigneurie de Rocheservière (27 mai 1781). En février 1782, il épouse à Saint-Étienne-du-Bois, Marie-Ursule Ordonneau (une petite-cousine dont il aura quatre garçons). Sa fonction le fait présider les assemblées des habitants qui l'envoient en 1789 à Poitiers pour élire les députés aux États généraux. Il a rédigé ou inspiré les Cahiers de Doléances de cinq paroisses du secteur. Au même moment, son frère, Jean-Victor et son cousin, Jean-François, sont désignés à Montaigu pour la même tâche. Les trois Goupilleau se retrouvent à Poitiers. Philippe-Charles s'y prononce d'emblée pour l'abolition de la féodalité, des justices seigneuriales et des dîmes ; position d'avant-garde qui ne rencontre pas l'unanimité.
À l'été 1790, il est élu procureur-syndic du district nouveau de Montaigu (47 paroisses). Il se montre hostile à l'existence d'un veto royal et au cens électoral (égal à 3 journées de travail) qui écarte les plus pauvres. Il préside, le 28 février 1791, l'assemblée qui élit à Fontenay-le-Comte l'évêque constitutionnel de la Vendée. Le 1er septembre suivant, il est élu député de la Vendée, le 1er sur 9, avec 156 voix sur 299 votants et 471 inscrits, à l'Assemblée législative, où il siège à gauche et se distingue par ses interventions contre les prêtres réfractaires, les nobles et les émigrés le 15 octobre et le 6 novembre 1791, ainsi que la 17 avril 1792. Le 5 octobre 1791, il propose la suppression des titres de « sire » et de « majesté ». Il prend la défense des soldats suisses révoltés du régiment de Châteauvieux condamnés aux galères après l'affaire de Nancy. Le 9 janvier 1792, il demande la mise sous séquestre des biens des émigrés, afin qu'ils servent aux dépenses militaires. Le 17 avril, il dénonce les prêtres réfractaires de Vendée comme fauteurs de guerre civile. Le 6 juin, il demande l'abolition de la monarchie. Lors de la journée du 10 août 1792, il exige que Louis XVI, réfugié à l'Assemblée, ne prenne pas part aux délibérations.
Le 3 septembre 1792, il est réélu député de Vendée, le 2e sur 9, après son cousin Jean-François, avec 194 voix sur 381 votants, à la Convention. Nommé au Comité de sûreté générale le 17 octobre suivant. En janvier 1793, il vote pour la mort, contre le sursis et l'appel au peuple lors du procès de Louis XVI. À la suite du soulèvement vendéen (10, 11 mars 1793), envoyé en mission en Vendée en mai 1793, il cherche à empêcher les exécutions qu'il juge inutiles, ce qui lui vaut d'être suspecté de tiédeur, et rappelé le 28 août. De retour à Paris, il fait décréter, le 5 octobre, que ceux des constituants qui avaient protesté contre les décrets de la Convention seraient déclarés suspects et arrêtés.
Hostile à Robespierre, thermidorien, il est envoyé quatre fois en mission dans le Midi : le 26 thermidor (13 août 1794), en mission dans le Vaucluse, où il poursuit les terroristes et rend compte de l'incendie et du massacre de Bédoin en mai 1794 dans une lettre lue à l'Assemblée le 3 frimaire an III (23 novembre 1794). De retour à Paris, ami du député Rovère, il dénonce l'action du terroriste Maignet dans ce département, mais défend Collot d'Herbois et Billaud-Varenne. Envoyé de nouveau dans le Vaucluse, il dénonce cette fois la Terreur blanche, affirmant avoir aperçu le Rhône couvert de cadavres de terroristes assassinés par les réacteurs. Membre du comité de sûreté générale jusqu'au 15 germinal an III (4 avril 1795), il demande en vain, après l'insurrection royaliste du 13 vendémiaire an IV, l'annulation des élections à Paris et l'impression de la liste des émigrés pris à Quiberon.
Élu le 4 brumaire an IV (26 octobre 1795), sous le Directoire, député de Vendée au Conseil des Cinq-Cents, il en sort le 20 mai 1797 et se retire à Montaigu. Poursuivant son militantisme politique au travers de sa correspondance, il s'indigne, le 13 messidor an V (1er juillet 1797) de la motion présentée le 29 prairial (17 juin 1797) aux Cinq-Cents par Camille Jordan, qui propose de rétablir les usages du culte catholique et de rapporter les lois contre les prêtres réfractaires : « Les prêtres ont dans tous les siècles fait le malheur du monde; les druides, comme l'abbé Maury, vivaient de leurs impostures : j'ai contre eux une haine qui me suivra jusqu'au tombeau. » Dans une lettre datée de Nantes le 26 fructidor an V, il félicite La Réveillère-Lépeaux du coup d'État du 18 fructidor contre le retour en force des royalistes.
Le 23 germinal an V (12 avril 1797), il est réélu député de Vendée au Conseil des Cinq-Cents, où il défend les positions les plus avancées et s'élève contre les nobles et les prêtres. Lors du coup d'État du 18 brumaire, hostile à Bonaparte, il aurait crié à Joseph Antoine Aréna : « Frappe le tyran ! » Parmi les 61 députés exclus du Conseil le lendemain, il se retire alors de la vie publique, refusant tout emploi. De décembre 1802 à juin 1803, il est emprisonné à l'île de Ré, en tant qu'agitateur.
Sous la Seconde Restauration, inquiété en vertu des exceptions à la loi d'amnistie du 12 janvier 1816, il est envoyé en résidence surveillée à Angers ; à Paris, il obtient du ministre Decazes la confirmation de son amnistie et revient à Montaigu en décembre 1816. Il meurt dans sa ville natale à 73 ans.